# Cobra Triangle
Cobra Triangle é um jogo eletrônico de combate de veículos de corrida desenvolvido pela Rare. Foi inicialmente lançado para o Nintendo Entertainment System (NES) em 1988 e publicado pela Nintendo para a América do Norte em julho de 1989. O jogador controla uma lancha equipada com armas ao longo de 25 níveis. Os objetivos incluem vencer corridas, salvar nadadores e desarmar bombas. O jogo também inclui power-ups e é exibido de uma perspectiva isométrica 3D com rolagem automática que segue o movimento do jogador. Os irmãos Stamper criaram o jogo e David Wise escreveu a trilha sonora. A Computer and Video Games recomendou fortemente o jogo e elogiou seus gráficos e jogabilidade. Os críticos que vieram depois elogiaram a sua diversidade de níveis e notaram as suas semelhanças gráficas com o jogo anterior da Rare, R.C. Pro-Am. A IGN e a GamesRadar classificaram Cobra Triangle entre os melhores jogos de NES. Este último considerou Cobra Triangle emblemático na estética da era do NES. Também foi incluído na compilação retrospectiva Rare Replay para o Xbox One de 2015.

## Jogabilidade

Uma imagem fixa da jogabilidade

Cobra Triangle é um jogo eletrônico de combate de veículos de corrida. O jogador compete com uma lancha equipada com canhão contra outra embarcação. Os 25 níveis de dificuldade graduada variam em objetivos: vencer corridas, salvar nadadores e desarmar bombas. Alguns níveis terminam em lutas contra chefes. Nas corridas, a lancha deve evitar os obstáculos da margem e do meio do rio enquanto ultrapassa o cronômetro. O barco pode atacar outros concorrentes, voar por rampas e pegar power-ups que melhoram suas armas e velocidade. Nas corridas contra a corrente, o jogador navega na lancha para evitar toras e redemoinhos. Em atividades de desarmamento de bombas, o jogador move quatro bombas protegidas para um local de detonação. Em outro modo, o jogador deve destruir os barcos trapaceiros antes que eles arrastem os nadadores para a beira do lago. Qualquer nadador arrastado até a meio caminho deve ser devolvido manualmente ao centro do lago. O jogador perde uma vida se não tiver sucesso. O Cobra Triangle é exibido de uma perspectiva isométrica 3D e sua tela rola automaticamente conforme a lancha se move.

## Desenvolvimento e lançamento
A Ultimate Play the Game foi fundada pelos irmãos Tim e Chris Stamper, junto com a esposa de Tim, Carol, em Ashby-de-la-Zouch, no ano de 1982. Eles começaram a produzir jogos eletrônicos para o ZX Spectrum no início da década de 1980. A empresa era conhecida por sua relutância em revelar detalhes sobre suas operações e projetos futuros. Pouco se sabia sobre seu processo de desenvolvimento, exceto que eles costumavam trabalhar em "equipes separadas": uma equipe trabalhava no desenvolvimento enquanto a outra se concentrava em outros aspectos, como som e gráficos. Esta empresa posteriormente evoluiu para a Rare, a desenvolvedora de Cobra Triangle.
Mark Betteridge, Tim e Chris Stamper projetaram o jogo e David Wise escreveu sua trilha sonora. A Nintendo lançou Cobra Triangle em 1988. Posteriormente, foi incluído na compilação de 30 títulos da Rare chamado Rare Replay para o Xbox One em agosto de 2015.

## Recepção
Em análises contemporâneas, Jaz Rignall, da Computer and Video Games, elogiou os gráficos "convincentes", a jogabilidade suave e a rejogabilidade "viciante". A revista escolheu o jogo como recomendação. Mark Caswell da The Games Machine ficou muito frustrado com as sequências de salto na cachoeira. Retrospectivamente, Skyler Miller da AllGame apreciou a diversidade de níveis. Os revisores notaram sua semelhança gráfica com R.C. Pro-Am, particularmente no ângulo da câmera e na jogabilidade. Brett Alan Weiss da AllGame colocou Cobra Triangle na linhagem de River Raid (1982) para Atari 2600. Em comparação, ambos os jogos têm combate veicular de barcos evitando a terra. A visão da câmera de Cobra Triangle é isométrica ao invés de aérea, e sua jogabilidade é mais focada em corridas do que em combate. A IGN e a GamesRadar classificaram Cobra Triangle entre os melhores jogos de NES. Esta última tinha "a maior admiração" por Cobra Triangle em relação a todo o catálogo da Rare. Eles achavam que o jogo iria envelhecer bem e representava a beleza da era do NES em seu combate isométrico, atualizações e variedade de tipos de jogo.